# 風の谷のナウシカ (映画)
『風の谷のナウシカ』（かぜのたにのナウシカ、英語: Nausicaä of the Valley of the Wind）は、1984年3月11日に公開されたトップクラフト制作の日本のアニメーション映画。宮崎駿監督の長編アニメーション映画第2作。1982年に『アニメージュ』に連載していた宮崎の同名漫画（『風の谷のナウシカ』）を原作とする。
原作の単行本全7巻から見ると、序盤に当たる2巻目の途中まで連載された時点での作品で、内容も2巻66ページまでの映像化。映画公開後に連載を再開した漫画とは内容が異なる（後述）。キャッチコピーは「少女の愛が奇跡を呼んだ」。同時上映は『名探偵ホームズ』より、「青い紅玉（ルビー）の巻」「海底の財宝の巻」。
アニメージュを発行する徳間書店と広告代理店の博報堂による製作委員会方式で映画化され、宮崎自身が監督・脚本を手がけた。高畑勲・鈴木敏夫・久石譲ら、のちのスタジオジブリ作品を支えるスタッフが顔を揃えている。

## あらすじ

### プロローグ
「火の七日間」という最終戦争によって、巨大産業文明が崩壊してから千年後の地球。荒廃し砂漠化した大地は錆とセラミック片に覆われ、「腐海」という有毒の瘴気を発する菌類の森が徐々に拡大していた。瘴気と腐海に棲む昆虫に似た巨大な蟲たちに脅かされ、わずかに生き延びた人類は衰退の一途を辿っていた。
主人公たちの一族が住んでいる、トルメキアの辺境にある小国風の谷は、海から常に吹く風によって森の毒から守られ、民は慎ましやかに農耕生活を送っていた。

### 序盤
ある日、族長ジルの娘であるナウシカは、飛行具・メーヴェに乗り腐海を散策していた所、蟲封じの鏑弾の銃声を聞く。王蟲 に追いかけられた1人の男が、森の奥に行く様子を確認したナウシカは、狼煙弾で男に逃げ道を教え、光弾と蟲笛を使って王蟲の怒りを鎮め、男を救う。男は、腐海の謎を解く為の旅を続けていたナウシカの師、ユパ・ミラルダだった。
ユパは、ナウシカが一人前の風使いになり、人々から恐れられている蟲とも心を通わせる優しい少女に成長していた事に驚きつつも、互いの久々の再会を喜ぶ。谷の民がユパの帰還を祝った夜、ナウシカは大ババから「その者、青き衣をまといて金色の野に降り立つべし。失われし大地との絆を結び、ついに人々を青き清浄の地に導かん」という、風の谷の古い言い伝えを聞く。
夜明け前、大国トルメキアの大型輸送機が風の谷に飛来する。ナウシカは誘導を試みるが、船は腐海に入り蟲を殺した為、蟲に襲われ制御を失っており、海際の崖に墜落する。ナウシカは燃える大型船からペジテ市の王女ラステルと名乗る少女を救い出すが、ラステルは「積荷を燃やして」と言い残し息絶える。
翌朝、船の残骸から巨大な繭のような物体が燃え残っているのが見つかる。犠牲者の埋葬や谷に飛び散った胞子の焼却作業で谷が慌ただしくなる中、トルメキア軍司令官である皇女クシャナが率いる輸送機・バカガラス及び戦闘機・コルベットの編隊が、大型船回収の為谷へ来襲し城を制圧する。その過程で病床の父ジルは銃殺され、怒りに我を忘れたナウシカは数名の敵兵を殺害した所でユパに制止される。相手に逆らう余地はなく、谷はクシャナの支配下に置かれる事となる。
巨大な繭は「火の七日間」で世界を滅ぼしたとされる巨神兵の胚であり、ペジテ市の地下から発掘され、トルメキアに奪われた物であった。クシャナ達は本国へ運ぶつもりだった巨神兵の輸送を諦め、谷で完成させる方針を固める。

### 中盤
翌日、ペジテ市に戻るクシャナは、ナウシカとミトを含む数名の城オジと呼ばれる老従者を人質として伴う。だがその途中、腐海上空でペジテのガンシップが一行を急襲し、編隊は壊滅的打撃を受ける。クシャナとナウシカの輸送機も被弾し、城オジ達が乗る風の谷の貨物グライダー・バージのワイヤーが切れ腐海へ降下していく。ナウシカとミトは戦利品として輸送されていた風の谷のガンシップでクシャナと共に脱出し、バージの救出に向かう。腐海の湖に着水した一行は大量の王蟲に包囲されるが、ナウシカは怯える一同をなだめ、王蟲と心を通わせようとする。
ナウシカは王蟲から、コルベットに撃墜されたペジテのガンシップのパイロットが、生きて腐海をさ迷っている事を知らされる。ナウシカは「1時間後に戻らなければ谷に帰れ」と一同に言い残し、単身メーヴェでパイロットの救出に向かう。ナウシカは地蟲 (じむし) と翅蟲 (はむし) に襲われるパイロットの少年を救い出すが、翅蟲と接触して姿勢を崩し、墜落する。
少年やメーヴェと共に流砂に飲み込まれ、腐海の底に落ちたナウシカは、過去に心を通わせた王蟲の幼生 (赤ん坊) が大人達に捕まった時の夢を見る。夢から覚めたナウシカは、腐海の底の清浄な水と砂が、城の地下で父や谷の民の病気の治療法を探す為、自身が腐海植物の栽培に使った井戸水及び井戸の底の砂と同じだと知り、腐海が毒素に満ちた大地を浄化する為に存在しているという確信を抱く。そして先程助けた少年―ぺジテのアスベルと再会し、彼が大型船の墜落事故で死去した少女ラステルの双子の兄だと知る。

### 終盤
翌朝、一路アスベルの故郷であるぺジテ市へ向かった二人であったが、街は大量の蟲の死骸に覆われ破壊されていた。トルメキア軍と蟲の激戦の跡や、アスベルが以前聞いた報復計画から、ぺジテ市に残留していたトルメキア軍打倒の為、ぺジテ市民が蟲を利用して街ごと襲わせていた事を二人は悟る。愕然とし憤るアスベルをよそに、巨神兵の胚が風の谷にある事を突き止めたペジテ市長は、王蟲の群を誘導して谷を襲わせ、トルメキア軍の全滅及び巨神兵奪還の計画を立てていた。ナウシカはその非道な作戦に憤り、計画を中止するよう訴える。しかし訴えは聞き入れられず、谷へ知らせに戻ろうとしたナウシカは、ぺジテ市民が乗る貨物飛行艇・ブリッグの一室に監禁されてしまう。
風の谷に戻って来た城オジ達は、谷と腐海の間の酸の湖岸にある宇宙船の残骸の中でユパに仔細を報告し、ユパはナウシカ救出の為ミトの操縦するガンシップで旅立つ。一方谷では、残留していた胞子が森の木々に付着してしまい、瘴気を吐き始めるという一大事が起きていた。谷を守る為に森を焼き払わざるを得なくなった事で、谷の民の怒りは頂点に達し、暴動が発生する。廃宇宙船に監禁されていたクシャナは縄を切り脱出し、トルメキア軍と合流する。谷の民は廃宇宙船の中に立て籠り、ナウシカを待つ。
ナウシカは、ブリッグに乗るラステルの母及びペジテの少女の協力により、少女が身代わりになる事で監禁部屋を脱出する。しかし、コルベットが来襲し、乗り込んできたトルメキア兵にたちまち船内は制圧されていく。脱出をためらうナウシカだったが、アスベルによってメーヴェごと空中へ押し出され、迷いを振り切るように谷へと向かう。コルベットはブリッグから離脱してメーヴェを追うが、ガンシップが駆けつけ、コルベットを粉砕する。ブリッグに飛び移ったユパによって船内の争乱は鎮圧され、ナウシカは谷へ危機を知らせるべく急行する。一方、廃宇宙船と対じする谷のトルメキア軍の中で、クシャナはナウシカの帰還を期待し、総攻撃をわずかに遅らせるのであった。

### ラスト
夜、ナウシカ達は怒り狂って谷へ向かい砂漠を暴走する王蟲の群と、群を谷へ導く為に傷つけた王蟲の子を吊り下げ、酸の湖上を飛ぶペジテの浮揚装置・飛行ガメを発見する。ナウシカは子を群に帰す為、一人メーヴェに乗り移って飛行ガメへ捨て身の接近を敢行し、酸の湖の中州へ墜落させる。ミトが皆に王蟲の襲来を知らせる。怯える子に寄り添いながら群を待つナウシカだったが、湖に向かう群は谷からのトルメキア軍の攻撃によって怒りに我を忘れ、湖の横を通り過ぎて谷へと突き進んでいく。ナウシカは中州に落ちた飛行ガメのパイロット達を銃で脅し、自分と子を群の先に運ぶよう命じる。
程なくして王蟲の群が谷に近づき、刻一刻と破滅の時が近づいて来る。クシャナは不完全な状態で巨神兵を無理やり孵化させて王蟲のせん滅を試みるが、既に腐り始めていた巨神兵の肉体は自らの攻撃の反動に耐え切れず、2発の光線を放つとどろどろに溶け落ちていった。その時、王蟲の子とナウシカを吊り下げた飛行ガメが王蟲の群の正面に現れ、二人を降ろし去っていく。
静かな眼差しで群を見つめるナウシカは、群の突進を受けて弾き飛ばされてしまう。廃宇宙船に群が突進し崩壊し始めた時、王蟲の眼の攻撃色が消えていき、動きが止まる。身をもって谷を守ったナウシカの姿に人々が泣き崩れる中、ナウシカを囲むように集まった王蟲達は、子を群に帰してくれた彼女に感謝し、彼女の遺体を触手によって宙に持ち上げていく。朝日が昇る中、蘇り目を覚ましたナウシカは、王蟲達の金色の触手に支えられながら歩き出す。さながらその姿は、青き衣の者の伝説を体現したかのようであった。

### エピローグ
谷に集まった王蟲達は森へ帰っていった。クシャナ達トルメキア兵は谷から去り、ナウシカとアスベル、谷の大人達はペジテの大人達と共に風車を使う井戸を作り、両方の子供達は植林をする。その後ナウシカは、アスベルと共に腐海の底に初めて向かうユパを見送る。腐海の底に落ちたナウシカのヘルメットの脇で、こぼれ落ちたチコの実から若木が芽生える描写の後、物語は幕を閉じる。

## 原作との違いと共通点
映画の制作準備の為、原作漫画の連載は『アニメージュ』1983年6月号にて一時中断された。この時点では単行本第3巻のはじめの部分 (土鬼 (ドルク) の住民が全滅した集落で、ナウシカが蟲に襲われる場面) までが描かれていた。映画版では単行本第2巻途中（66ページ）、王蟲の群が暴走するエピソードまでを扱い、設定や展開を脚色している。
以下に原作と映画版の主な相違点と共通点を記す。登場人物に関しては「風の谷のナウシカの登場人物」を参照。

### 時代設定
原作・映画共にセラミック時代終末期。重くて錆びる金属に代わる一般的な素材として、千年前の遺物で軽くて錆びない超硬質セラミックが普及している。超硬質セラミックは、ナウシカのセラミック刀、トルメキア装甲兵 (親衛隊) の甲冑、航空機等に使われている。巨神兵のセラミックの骨格により、千年前もセラミック時代である事を示唆している。

### 勢力図
原作はトルメキアと土鬼諸侯連合の二大勢力の紛争 (トルメキア戦役) に、風の谷やペジテ市等の小国 (辺境諸国。腐海の周辺の国々の事) が巻き込まれる構図。辺境諸国は自治国だが、トルメキアの事実上の属領。映画に土鬼は登場せず、トルメキアがこれらの小国に侵攻する構図となっている。また、小国はトルメキアと盟約は結んでおらず、属領ではない。
トルメキア
原作は大陸の東端 (半島の先端) (原作ワイド判の見返しの地図には、この国と腐海の間に風の谷やペジテ市を含む辺境諸国や山脈がある) に位置し、風の谷やペジテ市等の辺境諸国と盟約を結ぶ王国だが、映画は国号もトルメキア帝国で、はるか西方 (大陸の西端とも考えられる) (この国と風の谷の間に腐海がある。恐らく首都は腐海から遠い) に存在する強大な軍事国家であり、ペジテ市で発掘された巨神兵を奪取しにやって来た侵略者として描かれる。
王族同士の権力争いは描かれず、辺境諸国統合の司令官となったクシャナのみ登場する。また、戦車 (自走砲) や「大型船」等、原作には無かった高度な技術を保有している。トルメキア軍のコルベットの乗員は、原作にだけ登場する蟲使いと似た形状のヘルメットとマスクを着用している。
上述のように原作の土鬼のようにトルメキアに匹敵する大国は登場しないが、世界を旅するユパの台詞からは各地で争いが絶えない事や、クシャナの台詞で「列国」の存在が僅かに触れられており、トルメキアと熾烈な覇権争いを繰り広げる国々の存在が示唆されている。

風の谷
原作はトルメキアの戦争に辺境諸国の族長が参戦する盟約に従い、病気の父に代わりナウシカが、城オジ達と共にクシャナの部隊の南下作戦に従軍、土鬼に向かう。その後は物語にほとんど登場しない。映画はトルメキア軍によって占領され、巨神兵の卵の培養地となった為、ペジテ市の残党により王蟲の暴走の標的とされる。上記の原作の地図では、腐海に近く、トルメキアにも近い北東の海岸。映画は原作同様に腐海に近く、海岸にあるが方角は不明 (恐らく東) 。原作・映画共に人口500人。
酸の湖 (原作及び映画資料集の表記 (映画の台詞は湖又は「酸のうみ」) は、原作は辺境諸国と土鬼諸侯連合のほぼ中間に位置する腐海の中、映画は谷と腐海の間の砂漠の中。原作・映画共にこの湖は強酸性の水の為、水中も岸も中州もカビ (菌類) も生えず、本来は蟲も近づかない。岸や中州は瘴気マスク (防瘴マスク) なしで呼吸できる。
原作は下記の結末の項の通り湖岸が一時的にクシャナ軍の宿営地になった。原作・映画共に谷の近くの海 (上記の原作の地図等の表記は「塩の海」。映画の台詞は海) は、谷から見ると腐海と逆方向。
原作の城に風車はない為不明だが、映画は城の大風車で地下500メルテ(作中の長さの単位。1メルテは1メートル程。更に長いリーグという単位もあり、1リーグは約1.8キロメートル) から水をくみ上げる井戸の他、谷中に小さな風車があり深さは不明だが地下水くみ上げ井戸 (映画の小さな風車井戸の1つがバカガラスにより壊された) 。原作でナウシカが言ったのは、谷中にある小さな風車の事だと思われるが、地下100メルテから水をくみ上げる井戸。
原作・映画共にくみ上げた水は森 (この森が原作は500年水源 (貯水池) を、映画は300年貯水池を守っていたが、原作・映画共にトルメキアの船に付着した胞子が、原作はこの森の一本の木に、映画はこの森の木々に付着、原作の胞子は瘴気を出す前だったがこの木を、映画はこの森を燃やす) の中の原作・映画共に人工の貯水池に寝かせてから、農業用水や沸かして飲料水にする。
原作はないが、映画は谷と腐海の間の砂漠の中に蟲よけの塔があり、人は登れず、先端の風車の回る音で蟲を近づけさせない。原作はないが、映画は谷の入り口に砂さけ柵があり、谷に瘴気を含む砂煙が入るのを防ぐ為、石の塔の間の布張りのウィングが風で回り砂を吹き上げる (原作では季節により砂漠から陸風 (おかかぜ) が吹くが、映画も前述の柵がある事から時には砂漠から風が吹く模様) 。原作・映画共に人々は風の神を信じ、風により運ばれる瘴気や砂塵から人々を守り、大気の流れ等を読む能力を持つ風使いという者 (辺境のみ) がいて、ナウシカは風使い、メーヴェは風使いの乗り物。
原作はないが、映画中盤でナウシカがコマンドに対し武器として使い折れた、1メートル前後で一端が六角レンチの風使いの杖があり、クランク、フック、ハンマーにもなる (恐らくセラミック製) (オープニングと序盤、エンディング (新しい物) でメーヴェに長銃と共に収納) 。映画は不明だが、原作の風使いは風を目で見る能力がある。原作・映画共に谷にチコの実という木の実があり、小粒だがとても栄養があり携帯食や非常食になり気つけにもなる。

ペジテ市
原作・映画共、地下で発掘された巨神兵 (原作は (恐らく映画も) 巨神兵が発掘されたのはトルメキア侵攻の一年前の暮) を狙うトルメキア軍に侵攻され大半の市民が虐殺されている。原作の巨神兵はエンジンの入手の目的で発掘。原作の (恐らく映画も) トルメキア侵攻は後述のブリッグ墜落の前日。工房都市国家。上記の原作の地図及び本文では、風の谷の隣国で腐海に近く、谷の北西の砂漠の中。映画も原作同様に砂漠の中だが、方角及び腐海との距離は不明。
原作はトルメキアの追撃をかわす為腐海に入り蟲を殺した為、避難民 (ラステルを含み、女性と子供だけ) の乗るブリッグが蟲に襲われ墜落、アスベル以外の市民 (男性はトルメキアと戦い死亡した模様) は全滅する。映画は生き残りの避難民達が、ペジテ市に駐留するトルメキア軍打倒の為に人工的に王蟲の暴走を起こし、自らの手でトルメキア軍もろとも街を腐海に飲み込ませ滅ぼした。更に風の谷に駐留するトルメキア軍の全滅及び、腐海焼却の目的で発掘した巨神兵が、トルメキア軍に奪われ谷に運ばれたのを奪還する為、谷にも王蟲を暴走させようとしており、ナウシカの抵抗にあう。
原作はないが、映画は腐海との間にエトナ山脈があり瘴気は届かない。原作は地下の千年前の遺跡からエンジンやセラミック等を500年前から発掘し製品に加工供給していた。映画は宇宙船寄生都市とも呼ばれ宇宙船の残骸を使い製品を生産していた。原作はないが、映画では巨大なセンタードーム (中央ドームとも表記) があったが、王蟲に食い破られた。イメージボードのドームは元々は巨神兵を収納する為に建設した物だったが、トルメキア軍の占領後は空中戦艦が入っていた。

### 巨神兵
原作においては孵化させる前は、トルメキア・土鬼により生体兵器としての認識で軍事利用が画策されるが、後に人類間の争いを調停する為に作り出された、知性を有する巨人型人工生命体である事が判明する。原作・映画共に遺伝子工学と機械工学の結合により生まれた。
映画においては生体兵器としての面が強調され、腐海を焼き払う為の道具としてペジテ、トルメキアに、また、軍事目的でトルメキアに利用されそうになる。詳細は「巨神兵」を参照。絵コンテの段階では巨神兵と王蟲の戦闘場面が描かれていた。初期映画後半シノプシス（プロット）では、王蟲の群が風の谷を襲い、人が操る巨人型ロボットとしての、孵化させるには早過ぎ体が不完全な巨神兵にクロトワが乗り、群を一撃するが全滅させられないまま、巨神兵とクロトワが死ぬ展開だった。
原作は超硬質セラミックの骨格、映画資料集はセラミックの骨格と合成タンパク質の肉体。原作第1話の冒頭文の「火の七日間」という戦争によって都市群は有毒物質をまき散らして崩壊したという記載と、映画でナウシカが「 (毒で) 汚れているのは (風の谷を含む世界中の) 土(の表層) 」「人間が (世界中の井戸水の貯水池等の地表の水を) 毒水に変えた」と言っており、原作で口と、額から、映画で口から出す光線は有毒である事を示唆している。
原作は上記のペジテ市の項の通りブリッグが墜落後、助けようとしたナウシカにラステルが死ぬ直前に兄に渡すように託した、巨神兵に関わる秘石があるが、映画はない。原作は肩と背中の複数の突起を使い空を飛ぶが、映画オープニングタペストリーの千年前の世界の「火の七日間」と思われる絵の途中の、巨神兵製造場面等の背中等の突起、壊れた街の上空を飛ぶ鳥のような巨神兵らしきものの絵を除き、本編は化石の肩等及び胎児の背中の突起以外に突起はなく空を飛ばない。

### 腐海
人類によって汚染された大地を浄化する為にこの星が生みだした生態系という仮説は、原作序盤も語られている。しかし、原作終盤に、腐海は自然発生したものではなく旧文明の科学力により創出された浄化装置の一種である事が明かされる。詳細は漫画の腐海の項を参照。
原作・映画共にナウシカが、 (人間や家畜が) マスクなしで腐海に入ると、 (瘴気により) 5分で肺が腐り死ぬと発言。原作・映画共に瘴気は重く、原作で (恐らく映画も) 瘴気が届きマスクが必要なのは10リーグまでである。
原作・映画共に、生きた植物に腐海植物の胞子が付着すると2、3日で菌糸が伸び (恐らく生物の死体に胞子が付着した時も同様) 、その植物を内側から枯らし、その後発芽する。原作では (恐らく映画も) 、腐海植物が発芽し胞子を飛ばす時と、成木がつける花と呼ばれる胞子嚢から胞子を飛ばす時に、瘴気を出すと記載 (原作・映画共に、ナウシカが「ムシゴヤシが午後の胞子を飛ばしている」と言っており、腐海植物が胞子を飛ばす時間が決まっている事が分かる) 。原作・映画共に腐海植物は燃えやすく熱に弱い。
原作・映画共に腐海近くの住人や家畜、作物は、わずかに届く瘴気で死産及び、ジルと城オジ同様病気にかかり、死ぬ事が多い。平均寿命も短い模様 (劇中で城オジは老人扱いされ、その一人のミトが40歳の為、人は成人後早く年を取る模様) 。映画ラストシーンの腐海の底で、チコの実から若木が芽生えているのが映る事から、腐海の底が将来は「青き清浄の地 (つまり緑色の葉や茎を持つ草木が生えた清浄な大地の事) 」になる事を示唆しており、原作も腐海は「青き清浄の地」と関係があるが、「青き清浄の地」の場所は違う。
王蟲の子
原作・映画共に王蟲の子 (王蟲の詳細は漫画の腐海の項を参照) を捕まえて傷つけ、飛行ガメ(飛行ポッド) から吊り下げて、成虫の群をおびき寄せる事は共通している。
原作の囮 (おとり) の子は、ナウシカが「私が知る限り12回は脱皮する王蟲の子を捕らえる事は不可能。腐海の中では」と言っており、腐海の中で人間が捕まえる事はできない為 (原作・映画共に夢の中の回想場面で、幼いナウシカと腐海の外にいた幼生が大人達に捕まった事から、腐海の外にいる幼生は成虫のいない所では捕まえる事ができるし、テレパシー (映画資料集には成虫の解説に精神感応と記載) で成虫を呼ぶ事もない模様) 、以降の展開への伏線となる。映画の腐海の中でペジテ市民が囮の子を捕まえた方法は不明。
原作の囮の子のテレパシーの有無は不明だが、映画はナウシカが夜に成虫の群の上をガンシップで飛びながら「誰かが群を呼んでいる」と言い、その後囮の子を発見するので、囮の子がテレパシーで成虫の群を呼んだ事を示唆している。

### ラストの展開
王蟲の子を群れに返す
傷つけた王蟲の子を囮にして、王蟲の群を怒らせ暴走させるという作戦は、原作は土鬼軍が酸の湖岸のクシャナ軍の宿営地に対して仕向ける。その後中州に着地した子と共にいたナウシカが、コルベットに乗り子を運ばせ、暴走を止めた群の前に子と共に降り立ち、子を群に帰す。その後子を群に帰してくれたナウシカに感謝し、王蟲達の金色の触手によって空中へ持ち上げられ、触手により片足のやけど (下記の酸の湖の水による) を治療してもらい王蟲に感謝した。
映画はペジテ残党が風の谷 (巨神兵を培養するトルメキア軍の駐留地) に対してこの作戦を行い、ナウシカが子と共に暴走する群の前に立ちはだかり、身を犠牲にして王蟲の怒りを鎮める。暴走を止めた群の中で死んだナウシカを、王蟲達が金色の触手によって空中に持ち上げ、彼女は蘇る (この時彼女はペジテ市民の銃による左肩と右足首の傷と、対岸にいる群に近づく為、中州に墜落した子が湖に入るのを止めようとして右足が水にひたった時のやけどがあるが、この両方の傷も王蟲は触手で治療してくれた) 。
なお原作は対岸にいる群に近づく為、湖に子が入るのを止めようとしてナウシカの片足が水にひたった直後、子の体から流れ出た体液にやけどした片足が触れた為、体液が酸を中和してくれた。原作は群の暴走の停止後、彼女は群の前に立つので死なない他、映画と違い風の谷及び王蟲とトルメキア軍が戦う展開ではなく、普通に土鬼軍とクシャナ軍が戦争している最中に起きた出来事になっており、映画のように敵味方全員が観客のように彼女の行動を見守るという展開にならなかった為、一部の人しか彼女の勇姿を見ていないという展開になっている。
エンディング
なお映画はナウシカの蘇生を皆で喜び、戦いを中止したトルメキア軍も引き上げ、エンディングに突入するという大団円で終わったが、原作はやけどした片足が子の体液に触れた場面の直後、ナウシカは止めようとしたが、中州にいる子に近づく為、対岸にいた群の中の一匹の王蟲が湖に入って溶けるのを見て、群が湖に入るのを止め (一匹の王蟲が溶ける場面及び、その後群をナウシカが止める場面は映画にはない) 、上記の通り子を運ばせ、群に帰す。その後クシャナ軍が壊滅したが、土鬼軍が辺境諸国を占領しようとしている事を知った上、王蟲の群が土鬼に行こうとしている事も知り、城オジ達をガンシップで谷に帰し (他の辺境諸国の族長達も国に帰った) 、ナウシカ一人だけ王蟲の後を追う為クシャナ達と共にコルベットに乗り土鬼の戦場に向かう。
青き衣の者
原作は腐海の底で翅蟲達からアスベルをメーヴェで救出、彼が落ちて着地後、ナウシカが翅蟲達に襲われ、腐海装束の上着が破れた。アスベルと共に腐海の底からの脱出時、彼女は下着と長ズボン、靴、ポケット (ポシェットの事) だけだった為、その後土鬼のマニ族と遭遇、老婆の死んだ娘の青くない上着をもらい、映画は下着と長ズボンはそのままで、上着とスパッツ、靴、ポケット (手袋も) を、ペジテの少女の赤い上着、靴と交換したが、原作は中州にいる子にナウシカが寄り添った時、子の体から流れ出た体液で、映画は中州にいる子が湖に入るのを止めようとした時、子の体からふき出た体液で、上着と長ズボンが青く染まった。
「青き衣の者」伝説の具現と呼ぶのは、原作は盲目のマニ族僧正 (そうじょう) 、映画は盲目の大ババである。映画の青き衣の者は、タイトルバックは背景が青い為白い服で白い翼のある女性、オープニングタペストリーも空飛ぶ白い翼の青い服の女性、本編のジルの部屋の壁の旗は金色の鳥を連れた金色の服の男性、大ババの想像も橙色の鳥を連れた青い服の男性として描かれている。
結末に対する感想
宮崎の絵コンテでは、結末は突進してくる王蟲の前にナウシカが降り立つ場面で終わっていた。高畑勲と鈴木敏夫は娯楽映画としてカタルシスが足りないと考え、一旦死んだ後蘇るという案を提案し、公開間近で焦っていた宮崎はこれを受け入れた（ほかに「ナウシカが死んで永遠の伝説になる」という案も検討された）。これについて宮崎は、映画を宗教的な画面にしてしまったことへの想いから、宿題が残った映画であると振り返っている。鈴木は「いまだに宮さんはあのシーンで悩んでいますね」と述べている。
押井守は演出で強引に結末へと持っていったことに関して「あそこは納得できません」としている。後年には「宮さん流の『宇宙戦艦ヤマト』なんですよ。色々粉飾をこらしているけど、特攻隊精神が充満している」とも述べている。

## 制作

### 映画化までの経緯
宮崎はアニメージュ編集部の依頼を受け、同誌1982年2月号から『風の谷のナウシカ』の連載を開始したが、11月にテレコム・アニメーションフィルムを退社してフリーとなり、一時『ナウシカ』の漫画連載が唯一の仕事となる。この状況を知った尾形英夫編集長から、同誌主催のイベント「アニメグランプリ」で上映する10分程の短編としてアニメ化する事を提案され、主人公ナウシカの幼少期を描くプランを提示したが、結局実現しなかった。次にOVAの企画があがり、70分程度ならばと受諾したが、採算が合わないという理由でこの件も消滅した。最後に長編アニメ映画案が上がり、尾形編集長が徳間書店社長の徳間康快から共同出資するパートナー企業をつけることを条件に承諾を得た。
当時、徳間グループ傘下には映画会社の大映があったが、アニメへの理解とノウハウがなかったため製作に関わらず、徳間書店自らが製作を行っている。条件だった共同出資社は、『テレビランド』誌でつきあいのあったバンダイが浮上するも出資は実現せず、広告代理店大手の博報堂の近藤道生社長と徳間康快がトップ会談で出資が決定。博報堂には宮崎の弟が勤めていたことも幸いし、映画化と全国ロードショー公開が実現することになった。
配給する東映にとっては当初マイナー作品の扱いで宣伝に熱が入ってなかったが、徳間康快が親しかった岡田茂社長に「もっと力を入れて欲しい」と頼み、岡田が現場に尻を叩いた。公開前には徳間康快指揮の下、徳間ジャパンなども含めたグループ総動員で宣伝活動がなされた。
宮崎はアニメーションにならない世界を描くつもりで『ナウシカ』を執筆しており、実際に映画化が決まると困惑したという。それでも「アニメーションをやるには『ナウシカ』しかないって言うんだったらやってみよう」という思いで制作作業に取り組んだ。

### 制作体制
映画は1983年になって始動し、同年5月、プロデューサーに高畑勲が選ばれる。長年宮崎と仕事を組んで来た仲間であり、宮崎の指名によるものだった。当初、自分はプロデューサー向きではないと渋ったものの、アニメージュの鈴木敏夫副編集長の説得により受諾し、同年8月から作画に取りかかる。
制作拠点となったのは、宮崎や高畑の東映動画時代の同僚である原徹たちが運営し、主に海外合作を手がけていたトップクラフト。ここに宮崎らはフリーで参加するという形を取る。当初、宮崎らはテレコム・アニメーションフィルムか日本アニメーションを制作母体とすることを考えていた。テレコムは長編アニメーション制作を目的に設立された会社で『ルパン三世 カリオストロの城』もここで制作された。宮崎や高畑は籍を離れたとはいえ、大塚康生などかつての仲間たちも在籍している。宮崎の考える制作環境としてはうってつけだったが、同社は『NEMO/ニモ』の準備に忙しく、一部スタッフが手伝い程度に参加するに留まった。
鈴木によれば、宮崎・高畑コンビが在籍した会社はそのあとダメになるという通説のため、制作拠点探しは難航し、本作の成功後も状況は変わらなかったという。次作『天空の城ラピュタ』ではトップクラフトを改組する形でスタジオジブリを設立し、以降の宮崎と高畑の長編アニメーション映画を制作する拠点となった。
本作には、それまで宮崎と付き合いのなかった新しい顔ぶれのスタッフも多数参加している。宮崎や高畑が要求する高いレベルのスタッフがトップクラフト内だけでは不十分だったこともあり、2人が過去に関係した人材のみならず、尾形英夫ら「アニメージュ」関係者も、取材を通じて知った人材などをスカウトしてスタッフが集められた。本作で原画で参加したトップクラフトのアニメーターは4、5人程度で、原画マンも動画として参加させるほどスタッフを淘汰していたという。
作画監督はテレビ時代の東映動画の中心アニメーターであるOH!プロダクションの小松原一男。美術監督の中村光毅は、神秘的な腐海の背景制作を担当した。原画にはタツノコプロ系のなかむらたかしや、「金田パース」という独特の作画で人気だった金田伊功、後に『新世紀エヴァンゲリオン』で名を馳せる庵野秀明などが集結している。金田は宮崎アニメを支える有力スタッフとなり、1997年の『もののけ姫』まで連続して参加した。
本作の制作協力を担った主なアニメ制作会社の内、現在もTVアニメなどの制作に関わる会社は動画工房、スタジオ雲雀、AIC、オープロダクションなどである。

### 制作技法
王蟲の登場シーンでは巨大さと重量感を表現するためにハーモニー処理が用いられ、さらに体節の動きを再現する為に、パーツをゴムで繋いで伸縮させるゴムマルチという方法で撮影している。王蟲の鳴き声は当時BOØWYに在籍していた布袋寅泰によるギターの音が使われた。
劇中の防毒マスク装着時の会話シーンの収録は、様々な試行錯誤の末、紙コップにゴムをつけた特製マスクを声優が装着して行われた。

## 反響
1984年度のアニメグランプリ、日本アニメ大賞の作品部門をダブル受賞。また、映画雑誌ではベストテンに選出され、新聞のコラムでは「女性原理の主張」や「自然との共生」という視点を賞賛されるなど、アニメの枠を越える評価を受けた。国内外で複数の映画賞を受賞し、アニメーション作家としての宮崎駿の知名度を引き上げる作品となった（詳しくは受賞・推薦節を参照）。
春休みの3月公開で、観客動員は約91万5千人、配給収入は約7.4億円。これは当初の見込みと大差はなく、洋画系配給でロードショー上映の館数から見れば上々であった。東映は同時期に『少年ケニヤ』『スヌーピーとチャーリー・ブラウン』を配給。この二本柱に対して東宝は春休みの恒例番組となり、15億は固いと見込まれていたドラえもんが予想通りの成績を収めている。その後のソフト販売・レンタルでは一般映画に並ぶ売上げを記録した。オリコンランキングでは、1997年発売のVHS版、2003年発売のDVD版、2010年発売のBlu-ray版が各部門1位を獲得しており、史上初の同一作品による3部門制覇を成し遂げている。
サウンドトラック『風の谷のナウシカ〜はるかな地へ〜』はオリコンアルバムチャートで最高8位、イメージガールの安田成美が歌うシンボルテーマソング『風の谷のナウシカ』は同シングルチャートで最高10位を記録した。
宮崎は興行的成功については「ものを作るチャンスがまた巡ってくるかもしれないと思って、ほんっとにホッとしたんですよ。運が良かったと思って」と語っている。映画としては原作漫画の途中までしか描かれていない不完全な作品とし、自身ではあまり評価していない。原作完結後の1997年に公開された『もののけ姫』は、テーマが本作の延長線上にあり比較されることもある。
宮崎は映画のラストが予定調和であることを認めており、力が足りずにああせざるをえなかったと語っている。2時間では他の収め方がなく、ああいうものを作りたかったこともたしかで、否定はしないけれどクリスマスの奇跡映画のようなものを作ってしまったという後ろめたさもあるという。映画の続編を作らない理由は、マンガで結論が出なかったのに、映画になったらもっとわからないからだと説明している。
本作品のテレビ放映権獲得を巡っては多数のテレビ局から放送の打診があったが、各テレビ局が本作品をアニメとして扱い、当時子供向けの放送枠であった19時台での放映を希望していたのに対し、日本テレビは本作品を映画として扱い、21時台での放映を希望した。このため、トップクラフトと宮崎は日本テレビでの放送を選択。その後、日本テレビは『魔女の宅急便』などのスタジオジブリ作品への出資や同社の子会社化などを通して、宮崎やスタジオジブリとの関係が親密になる契機となった。

## 再上映
2020年、新型コロナウイルスの流行によって新作映画の供給が困難になったことを受け、同年6月26日から8月まで全国の映画館で本作の再上映が行われた。本作の冒頭は「世界野生生物基金（WWF）推せん」という文字とロゴマークであるパンダが表示されているが、今回のリバイバル上映ではスタジオジブリのロゴマークによるトトロの描かれているブルースクリーンに差し替えられての上映となった（ただし、トップクラフトは、リバイバル上映での制作のみ至る）。興行収入は7.3億円。
再上映時の週間興行順位の推移
| 上映週 | 週末日付              | 順位 | 備考            |
| ------ | --------------------- | ---- | --------------- |
| 1      | 2020年06月27日 - 28日 | 3位  |                 |
| 2      | 2020年07月04日 - 05日 | 3位  |                 |
| 3      | 2020年07月11日 - 12日 | 3位  | [ 173 ] [ 174 ] |
| 4      | 2020年07月18日 - 19日 | 4位  | [ 175 ]         |
| 5      | 2020年07月25日 - 26日 | 5位  | [ 176 ]         |
| 6      | 2020年08月01日 - 02日 | 5位  | [ 177 ]         |
| 7      | 2020年08月08日 - 09日 | 9位  | [ 178 ]         |

## 備考

### スタジオジブリ作品としての扱い
前述のように、この作品の制作会社はトップクラフトであり、厳密にいえば、制作・公開後に設立されたスタジオジブリの作品ではない。しかし、『金曜ロードショー』にてテレビ放送される際には冒頭でトトロの描かれているブルースクリーンが表示されているほか、スタジオジブリが販売したVHSビデオ「ジブリがいっぱいコレクション」シリーズにも含まれていることなどから、社会一般からもスタジオジブリ作品の一つとして幅広く認知されている。
例として『もののけ姫』が公開される際、テレビCMにおいて大々的に宣伝がなされたが、そのナレーションにおいて「『風の谷のナウシカ』から13年（以下略）」という文句から始まっていたことからジブリの歴史が当作を起点としていることが証明されている。また、2016年9月公開の『レッドタートル ある島の物語』の公開を記念して過去の長編作品を劇場にて上映する企画がなされ、過去の作品の中から1作選んで投票する総選挙が開催され、投票可能な該当作品の中にも当作が含まれている。以上のことから、スタジオジブリ側も同社のシリーズ作品の一つとして公式に扱っている。

### 米国版
アメリカではロジャー・コーマンが創立したニューワールド・ピクチャーズ社の配給で劇場公開され、同年にVHSビデオで発売された。しかし、宮崎のデビュー作である本作はまだ宮崎に強い発言権がなく、アメリカ側が宮崎の無許可のまま多数の改変が行われた。『Warriors of the Wind（風の戦士たち）』という表題にされキャラクター名も変更されたのみならず、複数のカットがなされた他、全体が1.05%の早回しにされて116分から97分に編集された状態で発売された。宮崎の熱心なファンであるトーレン・スミスが宮崎のプロデュースを一手に担っていた鈴木敏夫にこれを伝えていたものの、鈴木はクレームを入れたら海外で発売されなくなると判断し宮崎には伏せていた。叶精二によると、朝日新聞1985年9月17日夕刊「いまアニメの時代」の連載3回目を読んで初めて知り激怒したとのことである。
『Warriors of the Wind』はその後南アメリカやヨーロッパに二次輸出され、アルゼンチン、イギリス、スペイン、フランス、ドイツなどで改変された内容のままVHSがリリースされた。フランスではVIP Internationalから『Le Vaisseau Fantome（幽霊船）』の題で、Blue Kid's Videoから『La Princesse des Etoiles（星のプリンセス）』の題で発売された。
その後ディズニー配下のブエナ・ビスタ・インターナショナルがビデオ配給の権利を得て、改変が施されていないオリジナルバージョンが各国に配給されるようになった。後に2005年にナウシカの完全英語版がDVDで発売された。この英語版では、ペジテ市長役でマーク・ハミルが声の出演をしている。
ディズニー製作の英語版はアメリカで、2017年にGKIDSとFathom Eventsによってイベント上映され、2019年にも字幕版と併せて751館で劇場公開された。

### 実現しなかった続編と外伝
1986年の『天空の城ラピュタ』特別試写会の際、挨拶に立った製作者の徳間康快はナウシカの続編映画を依頼しているが、宮崎が期待に応えてくれないことを明かし、今後も会う度にしつこく頼んだり手紙を出していくと語った。漫画作品の連載がクライマックスを迎えた1993年頃には映画会社内で続編が企画されていたが、続編を作らない意向を貫く宮崎駿の反対により企画は立ち消えとなった。
原画として参加した庵野秀明は、後に作中の登場人物クシャナを主人公にした外伝を作りたいと申し出るが、宮崎駿は庵野の企画を「戦争ごっこをやりたいだけなのだ」とし、「くだらない最低のものになるのが決まっているから」と却下していた。しかし2011年頃になって宮崎がアニメ映画『風立ちぬ』制作中に体調不良で病院で検査することになり、その際に死を覚悟して心変わりを起こす。庵野が『風の谷のナウシカ』をやることを許す気になり、宮崎は自分も亡くなった人の作品を原作にやりたいようにやったのだから、庵野もやるのなら原作通りではなく好きなようにやることを希望した。自身で続編を制作することについては2013年9月の引退会見で明確に否定している。

## 声の出演
| キャラクター   | 日本語版                           | 英語版                                                          |
| -------------- | ---------------------------------- | --------------------------------------------------------------- |
| ナウシカ       | 島本須美                           | アリソン・ローマン                                              |
| アスベル       | 松田洋治                           | - シャイア・ラブーフ - カム・クラーク（Warriors of the Wind版） |
| クシャナ       | 榊原良子                           | ユマ・サーマン                                                  |
| ユパ・ミラルダ | 納谷悟朗                           | パトリック・スチュワート                                        |
| 大ババ         | 京田尚子                           | トレス・マクニール                                              |
| クロトワ       | 家弓家正                           | クリス・サランドン                                              |
| ジル           | 辻村真人                           | マーク・シルヴァーマン                                          |
| ミト           | 永井一郎                           | エドワード・ジェームズ・オルモス                                |
| ゴル           | 宮内幸平                           | フランク・ウェルカー                                            |
| ギックリ       | 八奈見乗児                         | ジェフ・ベネット                                                |
| ムズ           | （表記なし）                       | ジェームズ・アーノルド・テイラー                                |
| ニガ           | 矢田稔                             | マーク・シルヴァーマン                                          |
| ラステル       | 冨永みーな                         | エミリー・バウアー                                              |
| ペジテ市長     | 寺田誠                             | マーク・ハミル                                                  |
| ラステルの母   | 坪井章子                           | ジョディ・ベンソン                                              |
| テト           | 吉田理保子                         |                                                                 |
| 少年           | - 坂本千夏 - TARAKO - 鮎原久子     |                                                                 |
| 少女           | - 菅谷政子 - 貴家堂子 - 吉田理保子 | グレイス・ロレク                                                |
| コマンド       | 水鳥鐵夫                           |                                                                 |
| トルメキア兵   | - 野村信次 - 大塚芳忠              |                                                                 |
| ペジテ市民     | - 中村武己 - 島田敏                |                                                                 |
| ペジテの少女   | 太田貴子                           | アシュレイ・ローズ・オル                                        |
| ナレーター     | なし                               | トニー・ジェイ                                                  |

## スタッフ

### 映像制作
| 製作               | 製作               | 原徹 |
| 作画監督           | 作画監督           | 小松原一男 |
| 原画               | 原画               | 金田伊功、丹内司、なかむらたかし、庵野秀明、鍋島修、賀川愛、吉田忠勝、才田俊次、小林一幸、福田忠、小原秀一、高坂希太郎、渡部高志、池田淳子、羽根章悦、富山正治 高野登、林貴則、小田部羊一、篠原征子、遠藤正明、二木真希子、吉田正宏、大久保富彦 |
| 動画チェック       | 動画チェック       | 尾沢直志、平塚英雄 |
| 動画               | 動画               | 佐々木よし子、高橋幸江、田口裕美子、斉藤喜代子、水谷貴代、矢野順子、渡部由加里、祝浩司、飯田馬之介、坂元大二郎、長井和久、中村美子、谷沢泰史、讃岐平、前田真宏、多田幸子 華房泰堂、近藤方子、池田和洋、菊池通隆                                 |
| 動画協力           | 動画協力           | オープロダクション、スタジオぽっけ、草間アート、はしだプロ、AGU、動画工房、スタジオトト、スタジオ501、スタジオアトン、ランダム、ヤマトプロ |
| 美術監督           | 美術監督           | 中村光毅 |
| 背景               | 背景               | 木下和宏、野崎俊郎、吉崎正樹、西村くに子、海老沢一男 デザインオフィスメカマン 三浦智、青木龍夫、岡崎得江、杉山祐子、岡田和夫、下野貴美子、今村立夫、下野哲人、富樫佳子、村井弘子、千葉薫、高波美好 スタジオビック                               |
| ハーモニィ処理     | ハーモニィ処理     | 高屋法子 |
| 特殊効果           | 特殊効果           | 水田信子 |
| 色彩設計           | 色彩設計           | 保田道世 |
| 色指定             | 色指定             | 鈴木福男 |
| 仕上検査           | 仕上検査           | 荻原穂美 |
| 仕上               | 仕上               | 近江妙子、石井恵美子、古谷由実、菅野わか子、長嶺浩美、水間千春、山内真紀子、吉田政代、清水理智子、山室智弘 |
| 仕上協力           | 仕上協力           | イージーワールドプロ、スタジオロビン、IMスタジオ、はだしプロ、新生プロ、遊民社、スタジオ2001、スタジオ雲雀、ホクサイ、ヤマトプロ、アニメインターナショナルカンパニー、スタジオマリーン                                                          |
| 撮影               | 撮影               | 白神孝始、首藤行朝、清水泰宏、杉浦守 高橋プロダクション 宮内征雄、平山昭夫、小林武男 アニメフレンド 橋本和典、小西一廣、横山幸太郎、相沢健四郎、菅沼清                                                                                          |
| 撮影協力           | 撮影協力           | スタジオ35 |
| 音響制作           | 音響制作           | オムニバスプロモーション |
| 音響監督           | 音響監督           | 斯波重治 |
| 整音               | 整音               | 桑原邦男 |
| 音響効果制作       | 音響効果制作       | E&Mプランニングセンター |
| 音響効果           | 音響効果           | 大平紀義、佐藤一俊 |
| 録音スタジオ       | 台詞収録           | 新坂スタジオ |
| タイトル           | タイトル           | 高具秀雄 |
| リスマーク         | リスマーク         | 高具アトリエ |
| 編集               | 編集               | 木田伴子、金子尚樹、酒井正次 |
| 演出助手           | 演出助手           | 棚沢隆、片山一良 |
| 制作担当           | 制作担当           | 酒井澄 |
| 制作デスク         | 制作デスク         | 鈴木重裕 |
| 制作進行           | 制作進行           | 押切直之、神戸守、島崎奈々子 |
| 現像               | 現像               | 東映化学 |
| アニメーション制作 | アニメーション制作 | トップクラフト |
| プロデューサー     | プロデューサー     | 高畑勲 |
| 原作 脚本 監督     | 原作 脚本 監督     | 宮崎駿 徳間書店「アニメージュ」連載 |
| 配給               | 配給               | 東映 |

### 製作委員会
| 総指揮             | 徳間康快                                                                                |
| 代表               | 近藤道生                                                                                |
| 代表委員           | 山下辰巳                                                                                |
| 推進委員           | 加藤博之、東海林隆                                                                      |
| 実行委員           | 徳間書店 和田豊、小原健治、鈴木敏夫、亀山修、大塚勤 博報堂 佐藤孝、中谷健太郎、宮崎至朗 |
| プロデューサー     | 奥本篤志、森江宏                                                                        |
| 企画協力           | アニメージュ編集部 尾形英夫、小金井道宏                                                 |
| 宣伝プロデューサー | 徳山雅也                                                                                |
| 宣伝               | 脇坂守一、城石昌美、池田順子、熊谷淳                                                    |
| 配給               | 東映                                                                                    |

### 吹き替え版
| 翻訳                       | シンディ・デービス、ドナルド・H・ヒューイット                                                            |
| 翻訳監修                   | ウィリアム・コマル                                                                                       |
| 録音                       | ランディー・コッピンガー                                                                                 |
| 整音                       | ドシー・ケイン                                                                                           |
| 台詞編集                   | ジュディス・アレイ、スティーブ・アルパート、コーリー・ハンセン、リンダ・ホーグランド、ジム・ヒューバート |
| 音楽編集                   | トム・E・ダール                                                                                          |
| 字幕                       | 雨咲奈央                                                                                                 |
| 制作担当                   | デヴィッド・カーディフ                                                                                   |
| 制作コーディネーター       | コーリー・ハンセン                                                                                       |
| アソシエントプロデューサー | ネッド・ロット                                                                                           |
| プロデューサー             | リック・デンプシー、ライリー・ジャクソン                                                                 |
| 監督                       | ペトラ・バッハ                                                                                           |

## 音楽
音楽は坂本龍一、高橋悠治、林光らが候補にあがったが、テーマソングに合わせて細野晴臣が内定。映画公開前に「ナウシカガール・コンテスト」と銘打ちイメージガールを募集し、7600人あまりの応募者から後に女優となる安田成美がグランプリを獲得。当初、安田が歌う「風の谷のナウシカ」を主題歌にする旨が発表された。だが公開前年の1983年に久石譲が映画に先行して発売された漫画版を元にしたイメージアルバムを発表。これ聞いた宮崎と高畑がイメージアルバムを気に入った上、主題歌が映画の内容と楽曲の乖離を理由に細野の起用に反対した。
映画の公開は1984年3月だったが、1983年12月になっても音楽担当者は決まっていなかった。1984年1月、映画公開2ヵ月前に音楽は細野晴臣ではなく、久石譲が担当することに決まった。決断を下したのは高畑勲だった。当時、徳間書店に在籍していた鈴木敏夫は、当時の高畑の言葉を次のように振り返っている。「細野さんも大変な才能の持ち主だけど、ナウシカに合うかといえば違うんじゃないか。この人は夏のけだるさを表現したら得意な人で、情熱的な曲は作らないだろう。宮さんは熱血漢だから、熱い曲を作る人のほうがいい」（『ジブリの教科書I　 風の谷のナウシカ』文春文庫）
決定的だったのは、宮崎監督が久石の『鳥の人…』を大変気に入っていたことだった。宮崎監督はテープを繰り返し聴きながら、音楽に乗って作業を続けていた。こうして、細野が作曲し、安田成美が歌う「風の谷のナウシカ」がエンディングで流れることはなくなった。
これに合わせて主題歌は予告編やテレビCMなどの映画プロモーションに使用され、シンボルテーマソングとしてエンドロールにクレジットされている。久石のイメージアルバムへの起用は徳間グループ系列のレコード会社であるジャパンレコードから過去にアルバムを出していたことから関係者の推薦で、それまで宮崎も高畑も久石の予備知識は何もなかったという。
映画の作曲者を久石に決定した高畑は起用の理由について、イメージアルバムの内容に加え、音楽への理解が深く教養があることや、色々な曲を知っており映画音楽として助かることなどを挙げていたという。映画の音楽打ち合わせは主に高畑と久石の間で行われたが、議論は常に白熱し当日の昼から始まった打ち合わせが翌日の明け方まで続くこともあったという。
本編のサウンドトラックは50名編成のオーケストラと、プロフェット5、リン・ドラム、MC-4、DX7などの機材を中心に、ケーナ、タブラ、ダルシマーなどの民族楽器を使用し制作された。「ナウシカ・レクイエム」などに使用されたフェアライトCMIは矢島賢、矢島マキ夫妻がスタジオで所有していた物を借りて作られた。久石はナウシカの仕事が終わるとすぐにフェアライトを注文した。当初、宮崎はヴラジーミル・ヴィソツキーの「大地の歌」（Песня о Земле）を主題歌に使用したいと考えていた。しかし版権の問題で使用することが出来なかったため、それなら自分たちで曲を作ろうと高畑・久石と3人で話し合い、歌手を呼びレコーディングを行ったがその楽曲はお蔵入りとなり、エンドロールにはメインテーマ「風の伝説」が使用された。映画で使われている「遠い日々」は、当時4歳だった久石の娘、麻衣が歌っている。

### シンボルテーマソング
「風の谷のナウシカ」
作詞 - 松本隆 / 作曲 - 細野晴臣 / 編曲 - 萩田光雄 / 歌 - 安田成美
- 安田成美のファーストシングルとして、1984年1月25日に徳間ジャパンコミュニケーションズより発売、レコードは1985年6月に発売された。2004年10月に再販された。

### スタッフ
| 作曲・編曲・指揮 サウンドプロデュース | 作曲・編曲・指揮 サウンドプロデュース | 久石譲（イメージアルバム、シンフォニー編、サウンドトラック） |
| 作曲協力                              | 作曲協力                              | 細野晴臣（シンフォニー編） |
| 演奏                                  | 演奏                                  | T.J.C.オーケストラ（シンフォニー編） |
| エグゼクティブプロデューサー          | エグゼクティブプロデューサー          | 三浦光紀（サウンドトラック） |
| アソシエントプロデューサー            | アソシエントプロデューサー            | 平田久男（サウンドトラック） |
| ゼネラルプロデューサー                | ゼネラルプロデューサー                | 藤澤文女（イメージアルバム、シンフォニー編、サウンドトラック） |
| ディレクター                          | ディレクター                          | 荒川勝（イメージアルバム、シンフォニー編、サウンドトラック） |
| エンジニア                            | マスタリング レコーディング           | 安部恭弘（イメージアルバム） 大川正義（シンフォニー編、サウンドトラック） |
| エンジニア                            | アシスタント                          | 今井邦彦（イメージアルバム） 池田秀朗（イメージアルバム） 鈴木毅雄（シンフォニー編、サウンドトラック） 林雅之（サウンドトラック）                                                                            |
| A&R                                   | A&R                                   | 島袋晃（シンフォニー編） |
| テクニカルディレクター                | テクニカルディレクター                | 渡辺隆史（サウンドトラック） 金井君江（サウンドトラック） |
| テクニカルアシスタント                | テクニカルアシスタント                | 梨本薫（サウンドトラック） |
| コーラス                              | コーラス                              | 麻衣（サウンドトラック） |
| 録音スタジオ                          | 録音スタジオ                          | スターシップ・スタジオ（イメージアルバム） 一口坂スタジオ（シンフォニー編、サウンドトラック） TAMCOスタジオ（サウンドトラック） 日活スタジオセンター（サウンドトラック） C・A・Cスタジオ（サウンドトラック） |
| CD制作                                | CD制作                                | 徳間ジャパン |
| マネージメント                        | マネージメント                        | ワンダーシティ |

### イメージアルバム
1983年11月25日にLP（ANL-1013）とカセット（25AN-13）が、1985年6月25日にCD（32ATC-103）が徳間ジャパンコミュニケーションズからそれぞれ発売され、CDが1993年7月21日（TKCA-70131）と2004年8月25日（TKCA-72716）がLP（TJJA-10008）が2018年11月3日にそれぞれ再発された。
収録曲
1. 風の伝説
2. はるかな地へ…（〜ナウシカのテーマ〜）
3. メーヴェ
4. 巨神兵〜トルメキア軍〜クシャナ殿下
5. 腐海
6. 王蟲
7. 土鬼軍の逆襲
8. 戦闘
9. 谷への道
10. 遠い日々（〜ナウシカのテーマ〜）
11. 鳥の人（〜ナウシカのテーマ〜）

### シンフォニー編
1984年2月25日にLP（ANL-1017）とカセット（25AN-17）が、1984年5月25日にCD（35ATC-2）が徳間ジャパンコミュニケーションズから発売され、1993年7月21日（TKCA-70132）、2004年8月25日（TKCA-72718）にCDが2018年11月3日にLP（TJJA-10010）が再発された。
収録曲
1. 風の伝説
2. 戦闘
3. はるかな地へ…
4. 腐海
5. メーベ
6. 巨神兵～トルメキア軍～クシャナ殿下
7. 風の谷のナウシカ
8. 遠い日々
9. 谷への道

### ドラマ編
1984年4月25日にLP（ANL-1901~2）とカセット（38AN-1）が1989年2月25日にCD（24ATC-176~7）が徳間ジャパンコミュニケーションズから発売され1993年7月21日にCD（TKCA-70135）が再発された。
収録曲
1. 風使いの娘
2. 風の谷
3. 風と人々
4. 風の神さま

### サウンドトラック
1984年3月25日にLP（ANL-1020）とカセットテープ（25AN-20）が1984年6月25日にCD（35ATC-3）が徳間ジャパンコミュニケーションズから発売され、1993年7月21日（TKCA-70133）と2004年8月25日（TKCA-72717）にCDが再発され、2018年11月3日にLP（TJJA-10009）が再発された。
収録曲
1. 「風の谷のナウシカ」〜オープニング〜
2. 王蟲の暴走
3. 風の谷
4. 虫愛ずる姫
5. クシャナの侵略
6. 戦闘
7. 王蟲との交流
8. 腐海にて
9. ペジテの全滅
10. メーヴェとコルベットの戦い
11. 蘇る巨神兵
12. ナウシカ・レクイエム
13. 「鳥の人」〜エンディング〜

### ベスト・コレクション
1986年11月24日にCD（27ATC-126~7）が徳間ジャパンコミュニケーションズから発売された。
収録曲
Disc1
1. 風の伝説
2. 戦闘
3. はるかな地へ…
4. 腐海
5. メーヴェ
6. 巨神兵〜トルメキア軍〜クシャナ殿下
7. 風の谷のナウシカ
8. 遠い日々
9. 谷への道

Disc2
1. オープニング「風の谷のナウシカ」
2. 王蟲の暴走
3. 風の谷
4. 虫愛ずる姫
5. クシャナの侵略
6. 戦闘
7. 王蟲との交流
8. 腐海にて
9. ベジテの全滅
10. メーヴェとコルベットの戦い
11. 蘇る巨神兵
12. ナウシカ・レクイエム
13. 「鳥の人」

### ハイテックシリーズ
1989年10月25日にCD（30ATC-187）とカセットテープ（26AGC-2070）が徳間ジャパンコミュニケーションズから発売され、1993年7月21日（TKCA-70134）と2004年8月25日（TKCA-72719）にCDが再発された。
収録曲
1. 風の谷のナウシカ〜オープニング〜
2. 王蟲の暴走
3. メーヴェとコルベットの戦い
4. 戦闘
5. 虫愛ずる姫
6. ナウシカ・レクイエム
7. ペジテの全滅
8. 腐海にて
9. 蘇える巨神兵
10. 鳥の人〜エンディング〜

## 受賞・推薦

### 日本
- WWF世界野生生物保護基金（現・世界自然保護基金）推薦
- 文化庁優秀映画製作奨励賞
- 第39回（1984年）毎日映画コンクール 大藤信郎賞[217]
- 第58回キネマ旬報ベスト・テン日本映画第7位 / 読者選出日本映画第1位 / 読者選出日本映画監督賞[218]
- 1984年（第13回）ぴあテン 映画部門第2位
- 第2回アニメフェスティバル 日本アニメ大賞 最優秀作品賞
- 全国映連賞日本映画作品部門第1位 日本映画作品賞部門1位
- 第16回（1985年）星雲賞メディア部門[219]
- 第1回映像ソフト大賞 ビデオ部門アニメ賞
- 第7回（1984年）月刊アニメージュ アニメグランプリ 作品賞[220]
- 第8回〜第15回（1984年〜1992年）月刊アニメージュ アニメグランプリ 歴代ベスト1作品

ここまでの出典。
- 日本のメディア芸術100選アニメ部門第2位（2006年）[221]

### 海外
- 第14回パリ国際SF&ファンタジー・フェスティバル 特別審査委員賞（準グランプリ）
- ザグレブSF&ファンタジーフィルムフェスティバル 第1位
- ローマ・ファンタジー&SFフィルムフェスティバル 第1位

ここまでの出典。

## 関連商品
映像ソフト
- 風の谷のナウシカ VHS - 徳間書店/徳間ジャパン/徳間コミュニケーションズ 148AH-3 1984年3月21日発売
- 風の谷のナウシカ Beta - 徳間書店/徳間ジャパン/徳間コミュニケーションズ 148AB-5003 1984年3月21日発売
- 風の谷のナウシカ LD - 徳間書店/徳間ジャパン/徳間コミュニケーションズ 98LX-1 1984年4月21日発売
- 風の谷のナウシカ VHD - 徳間書店/徳間ジャパン/日本エイ・ブイ・シー 98HD-1 1984年4月21日発売
- 風の谷のナウシカ VHS - ブエナ ビスタ ホーム エンターテイメント 1997年9月19日発売
- DVD（通常版） - ブエナ ビスタ ホーム エンターテイメント 2003年11月19日発売
  - DVD（ナウシカ・フィギュア セット） - ブエナ ビスタ ホーム エンターテイメント 2003年11月19日発売
  - DVD（コレクターズBOX） - ブエナ ビスタ ホーム エンターテイメント 2003年11月19日発売
  - DVD（宮崎駿監督作品集） - ウォルト・ディズニー・スタジオ・ジャパン 2014年7月2日発売

- Blu-ray Disc - ウォルト・ディズニー・スタジオ・ジャパン 2010年7月14日発売
  - Blu-ray Disc（宮崎駿監督作品集） - ウォルト・ディズニー・スタジオ・ジャパン 2014年7月2日発売

宮崎駿 原作（各・徳間書店）
- アニメージュコミックス ワイド判 風の谷のナウシカ 1（1983年8月25日）ISBN 4-19-773581-2
- アニメージュコミックス ワイド判 風の谷のナウシカ 2（1983年8月25日）ISBN 4-19-773582-0
- アニメージュコミックス ワイド判 風の谷のナウシカ 3（1985年1月20日）ISBN 4-19-775514-7
- アニメージュコミックス ワイド判 風の谷のナウシカ 4（1987年5月1日）ISBN 4-19-777551-2
- アニメージュコミックス ワイド判 風の谷のナウシカ 5（1991年6月30日）ISBN 4-19-771061-5
- アニメージュコミックス ワイド判 風の谷のナウシカ 6（1993年12月20日）ISBN 4-19-773120-5
- アニメージュコミックス ワイド判 風の谷のナウシカ 7（1995年1月15日）ISBN 4-19-770025-3
- 風の谷のナウシカ 豪華装幀本（上・下）（1996年11月30日）ISBN 4-19-860561-0。ISBN 4-19-860562-9
- 豪華装幀本「風の谷のナウシカ」（2巻組）（1996年11月30日）ISBN 4-19-869901-1
- アニメージュコミックス ワイド判 風の谷のナウシカ 全7巻組（2002年8月25日）ISBN 4-19-210002-9
- アニメージュコミックス ワイド判 風の谷のナウシカ トルメキア戦役バージョン 全7巻組（2003年10月31日）ISBN 4-19-210010-X
- 風の谷のナウシカ―宮崎駿水彩画集（ジブリTHE ARTシリーズ）（1996年9月5日）ISBN 4-19-810001-2

映画関連（各・徳間書店）
- 風の谷のナウシカ―絵コンテ（1・2）（アニメージュ文庫）（1984年3月31日）ISBN 4-19-669522-1。ISBN 4-19-669523-X
  - 風の谷のナウシカ（スタジオジブリ絵コンテ全集 1）（2001年6月30日）ISBN 4-19-861376-1。改訂単行版

- THE ART OF 風の谷のナウシカ（アニメージュ編集部編）（1984年6月20日）ISBN 4-19-814560-1
- 風の谷のナウシカ GUIDE BOOK（ロマンアルバム）（1984年3月、復刻版2010年7月）ISBN 4-19-720309-8
- 風の谷のナウシカ－ロマンアルバム （1984年5月、復刻版2001年5月）ISBN 4-19-720155-9
- 風の谷のナウシカ－徳間アニメ絵本（上・下）（1988年3月31日）ISBN 4-19-703624-8。ISBN 4-19-703625-6
- 風の谷のナウシカ 1（アニメージュ フィルムコミック）（1990年10月30日）ISBN 4-19-770101-2
- 風の谷のナウシカ 2（アニメージュ フィルムコミック）（1990年11月20日）ISBN 4-19-770113-6
- 風の谷のナウシカ 3（アニメージュ フィルムコミック）（1990年11月20日）ISBN 4-19-770114-4
- 風の谷のナウシカ 4（アニメージュ フィルムコミック）（1990年12月20日）ISBN 4-19-770120-9
- 風の谷のナウシカ トルメキア戦役バージョン（アニメージュ フィルムコミック 4巻組）（2003年10月31日）ISBN 4-19-210011-8
- スタジオジブリ作品関連資料集 型録Ⅰ 風の谷のナウシカ・天空の城ラピュタ（スタジオジブリ責任編集）（1996年6月30日）ISBN 4-19-860525-4

徳間書店以外
- 講談社アニメコミックス61 風の谷のナウシカ 1（1984年4月11日）ISBN 4-06-174461-5
- 講談社アニメコミックス62 風の谷のナウシカ 2（1984年4月25日）ISBN 4-06-174462-3
- 講談社アニメコミックス63 風の谷のナウシカ 3（1984年5月18日）ISBN 4-06-174463-1
- 講談社アニメコミックス64 風の谷のナウシカ 4（1984年5月30日）ISBN 4-06-174464-X
- ジブリの教科書1 風の谷のナウシカ（文春ジブリ文庫）（2013年4月10日）ISBN 978-4-16-812000-8
- シネマコミック1 風の谷のナウシカ（文春ジブリ文庫）（2013年4月10日）ISBN 978-4-16-812100-5

音楽
- ピアノ曲集 風の谷のナウシカ イメージアルバム&サウンドトラック 楽譜出版ケイ・エム・ピー 菊倍版（2008年6月）
- スタジオジブリ 宮崎駿&久石譲 サントラBOX [Box set, Limited Edition]（CD）徳間ジャパンコミュニケーションズ（2014年7月16日）

玩具・模型他
- 風の谷のナウシカ コンパクトカセット（TYPE-1ノーマルポジション・C-46）徳間コミュニケーションズ 品番TTC-1〜3

- 1980年代中期当時、TEACなどが発売し、オーディオマニアなどで人気だった、オープンリール似のハブを使ったノーマルポジションのカセットテープを560円にて販売していた。C-46（往復46分/片道23分）のみの販売。

- ツクダホビーよりナウシカや王蟲、メーヴェ、ガンシップなどのプラモデルやジャンボフィギュアが発売された。2011年にはバンダイよりハイエンドトイの「FORMANIA ガンシップ」が発売された。
- ナウシカの長銃を再現したモデルガンがブエナ・ビスタより販売された。マルゼン制作。100丁限定、価格は35万円。

## 売上記録
（日本国内）
| 内容                                                | 記録 | 補足                                                                                    |
| --------------------------------------------------- | --- | --------------------------------------------------------------------------------------- |
| 興行収入                                            | 約14.8億円 | 推測                                                                                    |
| 配給収入                                            | 約7.42億円 |                                                                                         |
| 全国動員                                            | 91万4767人 |                                                                                         |
| 『イメージアルバム〜鳥の人〜』                      | - 6万枚出荷（1983年発売のLP） - 5万本出荷（1983年発売のCA） - 4万枚出荷（1985年発売のCD） - 3万枚出荷（1993年発売の再発CD） - 0.5万枚出荷（2004年発売の再々発CD） |                                                                                         |
| 『サウンドトラック〜はるかな地へ〜』                | - 9万枚出荷（1984年発売のLP） - 10万本出荷（1984年発売のCA） - 9万枚出荷（1984年発売のCD） - 11万枚出荷（1993年発売の再発CD） - 1万枚出荷（2004年発売の再々発CD） |                                                                                         |
| 『風の谷のナウシカ』                                | | （1984年発売のレーザーディスク） 徳間コミュニケーションズ CLV 116分 MONO （音声）98LX-1 |
| 『ドラマ編〜風の神さま〜』                          | - 4万枚出荷（1984年発売のLP） - 4万本出荷（1984年発売のCA） - 1.2万枚出荷（1989年発売のCD） - 1万枚出荷（1993年発売のCD）                                         |                                                                                         |
| 『シンフォニー編〜風の伝説〜』                      | - 6万枚出荷（1984年発売のLP） - 5万本出荷（1984年発売のCA） - 4万枚出荷（1984年発売のCD） - 3万枚出荷（1993年発売の再発CD） - 0.5万枚出荷（2004年発売の再々発CD） |                                                                                         |
| 『ハイテックシリーズ』                              | - 2万本出荷（1989年発売のCA） - 6万枚出荷（1989年発売のCD） - 2万枚出荷（1993年発売の再発CD） - 0.5万枚出荷（2004年発売の再々発CD）                               |                                                                                         |
| 『BEST COLLECTION』                                 | 5万枚出荷（1986年発売のCD） |                                                                                         |
| シンボルテーマソング 『風の谷のナウシカ／風の妖精』 | - 4万枚出荷（1986年発売のシングルCD） - 9万枚出荷（1988年発売の再発シングルCD） - 0.5万枚出荷（2004年発売の再々発シングルCD）                                     |                                                                                         |
| VHS・ベータ（徳間版）                               | 12万本出荷 | 1989年7月時点                                                                           |
| VHS（ブエナ・ビスタ版）                             | 90万本出荷 | 2003年6月時点                                                                           |
| DVD                                                 | 75万枚出荷 | 2005年3月時点                                                                           |
| Blu-ray Disc                                        | 2.0万枚売上（発売初週） | 2010年7月時点                                                                           |

## テレビ放送
日本テレビでの初回放送は、1985年4月6日（土曜日）。19時30分-21時50分に特別枠を設けて、ノーカットで放送した。日本テレビ系列の『金曜ロードショー』では、ほぼ2年に1度の割合で放送されており、放送回数は当枠最多の19回を数える。2013年12月27日放送分では、石丸博也による副音声による解説放送も行われた。
| 回数 | 放送日               | 視聴率 | 備考                                                             |
| ---- | -------------------- | ------ | ---------------------------------------------------------------- |
| 1    | 1985年04月06日（土） | 16.5%  | [ 229 ]                                                          |
| 2    | 1986年07月25日（金） | 16.4%  | [ 230 ]                                                          |
| 3    | 1988年07月22日（金） | 17.5%  |                                                                  |
| 4    | 1990年09月28日（金） | 18.2%  |                                                                  |
| 5    | 1992年07月17日（金） | 21.4%  |                                                                  |
| 6    | 1994年03月25日（金） | 16.6%  |                                                                  |
| 7    | 1996年03月08日（金） | 19.3%  | 金曜特別ロードショー、完全ノーカット・ワイドクリアビジョン放送。 |
| 8    | 1997年07月04日（金） | 19.0%  |                                                                  |
| 9    | 2000年02月11日（金） | 23.3%  |                                                                  |
| 10   | 2002年01月11日（金） | 19.8%  |                                                                  |
| 11   | 2004年01月16日（金） | 19.4%  |                                                                  |
| 12   | 2006年02月03日（金） | 15.3%  | デジタルリマスター版・ノーカット完全放送                         |
| 13   | 2008年06月06日（金） | 15.3%  | [ 232 ]                                                          |
| 14   | 2010年02月19日（金） | 17.5%  | [ 233 ]                                                          |
| 15   | 2012年05月11日（金） | 14.6%  | [ 234 ] [ 235 ]                                                  |
| 16   | 2013年12月27日（金） | 12.9%  | [ 236 ]                                                          |
| 17   | 2017年01月13日（金） | 12.7%  | [ 237 ]                                                          |
| 18   | 2019年01月04日（金） | 10.4%  | [ 238 ]                                                          |
| 19   | 2020年12月25日（金） | 10.2%  | [ 239 ]                                                          |
| 20   | 2023年07月07日（金） | 9.8%   |                                                                  |

- 19回目までの放送日と視聴率の出典：日刊スポーツ[240]、など

## 関連番組・作品

### ラジオ特番
オールナイトニッポン 風の谷のナウシカスペシャル
アニメ映画公開前日の1984年3月11日（10日深夜）にニッポン放送『オールナイトニッポン』で映画を宣伝する「風の谷のナウシカスペシャル」が生放送された。ゲストは監督の宮崎駿やナウシカガールの安田成美。この特別番組内では、約30分のラジオドラマが流された。
当時の同種のアニメ映画のオールナイトニッポンスペシャルでは生のラジオドラマも多かったが、本作では事前に収録が行なわれていた。宣伝という性格上、ストーリーと声優のキャスティングはアニメ版に準拠し、途中までをドラマ化し、続きを映画館で見せるとの趣向だった。脚色は藤井青銅、演出はドン上野こと上野修。

### 特撮短篇作品
- 巨神兵東京に現わる

### コンピュータゲーム
劇場アニメ版とのタイアップとして、1984年に徳間書店からテクノポリスソフトのブランド名で、当時の8ビットパソコン用にナウシカを素材としたコンピュータゲームが発売された。
『風の谷のナウシカ』
PC-8801用。徳間書店、アドベンチャーゲーム、6,800円。
『ナウシカ危機一髪』
PC-6001mkII用。シューティングゲーム。土鬼の飛行ガメを撃ち落としていく。
『忘れじのナウシカ・ゲーム』
MSX用。シューティングゲーム。ストーリー的には漫画版をベースにしている。風の谷へ侵攻する土鬼を最終的には交渉して引き返させるのが目的。ガンシップ、メーヴェ、バージの連結・切り離し、土鬼の浮砲台、飛行ガメ、王蟲、ストロボ光弾など原作の要素が含まれている。飛行している蟲は撃ち落とすことはできず、接触すると減点となる。
「ナウシカのゲームが、ナウシカが人を撃ち殺してスコアを稼いでゆくというもので、このゲームに宮崎や高畑が激怒したため、以降の作品がゲーム化されなくなった」という説があり、宮崎駿がコンピューターゲーム嫌いになったのはこのゲームが原因という記述が井坂十蔵の著書にもある。

### その他
1987年に徳間書店〈アニメージュ文庫〉で、ゲームブック『巨神兵を倒せ! 「風の谷のナウシカ」より』が発売された。
ツクダホビーからは、『風の谷のナウシカ』というボードウォー・シミュレーションゲームが発売されている。頭、胴、右腕、左腕、右足、左足、盾、手持ち武器がそれぞれ駒になっており（長剣などは2ヘクスの駒）、1対1の剣格闘で剣を振りかぶって斬りつけるなどの動作を再現している。